# Liste von Autoren der Kinder- und Jugendliteratur
Dies ist eine Liste von Kinder- und Jugendbuchautoren, die mit einem eigenen Artikel versehen sind. Im oberen Teil sind deutschsprachige, darunter internationale Autoren aufgeführt.

## Deutschsprachige Autoren und Autorinnen

### A
- Ghazi Abdel-Qadir (D, * 1948)
- Isabel Abedi (D, * 1967)
- Siegfried Abeles (A, 1884–1937)
- Peter Abraham (D, 1936–2015)
- Brigitte Adolphsen (D, 1883–1968)
- Fridolin Aichner (D, 1912–1987)
- Eberhard Alexander-Burgh (D, 1929–2004)
- Gabrielle Alioth (CH, * 1955)
- Katherine Allfrey (D, 1910–2001)
- Markus Altenfels (A, * 1974)
- Katja Alves (CH, *1961)
- Diana Amft (D, * 1975)
- Karin Ammerer (D, * 1976)
- Gerda Anger-Schmidt (A, 1943–2017)
- Cäcilie Arand (D, 1838–1908)
- Marliese Arold (D, * 1958)
- Margit Auer (D, * 1967)
- Martin Auer (A, * 1951)
- Maria Axt (D, 1926–1986)
- Renate Axt (D, 1934–2016)

### B
- Antje Babendererde (D, * 1963)
- Tamara Bach (D, * 1976)
- Christina Bacher (D, * 1973)
- Ingrid Bachér (D, * 1930)
- Stefan Bachmann (CH, * 1993)
- Güner Yasemin Balcı (D, * 1975)
- Milena Baisch (D, * 1976)
- Martin Baltscheit (D, * 1965)
- Alfredo Bannenberg (D, 1901–1978)
- Helga Bansch (A, * 1957)
- Jürgen Banscherus (D, * 1949)
- Barbara Bartos-Höppner (D, 1923–2006)
- Gerdt von Bassewitz (D, 1878–1923)
- Insa Bauer (D, * 1948)
- Jutta Bauer (D, * 1955)
- Petra A. Bauer (D, * 1964)
- Bettina Bauer-Ehrlich (A, 1903–1985)
- Hans Baumann (D, 1914–1988)
- Elisabeth Baumann-Schlachter (CH, 1887–1941)
- Klaus Baumgart (D, * 1951)
- Fritz Baumgarten (D, 1883–1966)
- Alfred Clemens Baumgärtner (D, 1928–2009)
- Ingeborg Bayer (D, 1927–2017)
- Antoinette Becker (D/F, 1920–1998)
- Herbert Beckmann (D, * 1960)
- Käthe van Beeker (D, 1863–1917)
- Katja Behrens (D, 1942–2021)
- Habib Bektaş (D/TR, * 1951)
- Bettina Belitz (D, * 1973)
- Günther Bentele (D, * 1941)
- Rotraut Susanne Berner (D, * 1948)
- Fanny von Bernstorff (D, 1840–1930)
- Horst Beseler (D, 1925–2020)
- Lotte Betke (D, 1905–2008)
- Hansjörg Betschart (CH, * 1955)
- Klaus Beuchler (D, 1926–1992)
- Gabriele Beyerlein (D, * 1949)
- Christian Bieniek (D, 1956–2005)
- Christine Biernath (D, * 1961)
- Hartmut Biewald (D, * 1943)
- Ida Bindschedler (CH, 1854–1919)
- Herbert Birken (D, 1914–2007)
- Brigitte Birnbaum (D, * 1938–2024)
- Wolfgang Bittner (D, * 1941)
- Brigitte Blobel (D, 1942–2024)
- Victor Blüthgen (D, 1844–1920)
- Ilona Bodden (D, 1940–1985)
- Manfred Boden (D, * 1938)
- Julia Boehme (D, * 1966)
- Henning Boëtius (D, 1939–2022)
- Ida Bohatta (A, 1900–1992)
- Daniela Böhle (D, * 1970)
- Kirsten Boie (D, * 1950)
- Max Bolliger (CH, 1929–2013)
- Barbara Bollwahn (D, 1964–2018)
- Andrew Bond (CH, * 1965)
- Katrin Bongard (D, * 1962)
- Waldemar Bonsels (D, 1880–1952)
- Elisabeth Borchers (D, 1926–2013)
- Michael Borlik (D, * 1975)
- Harry Böseke (D, 1950–2015)
- Sabine Both (D, * 1970)
- Reinhard Bottländer (D, * 1948)
- Kurt Bracharz (A, 1947–2020)
- Alexander Brändle (D, 1923–1984)
- Katja Brandis (D, * 1970)
- Sylvia Brandis Lindström (D/S, * unbekannt)
- Franz Braumann (A, 1910–2003)
- Günter Braun (D, 1928–2008)
- Isabella Braun (D, 1815–1886)
- Johanna Braun (D, 1929–2008)
- Beat Brechbühl (CH, * 1939)
- Kirstin Breitenfellner (A, * 1966)
- Andreas Brettschneider (D, * 1974)
- Jurij Brězan (D, 1916–2006)
- Thomas Brezina (A, * 1963)
- Caroline Brinkmann (D, * 1987)
- Ezechiel Britschgi (CH, 1917–2006)
- Achim Bröger (D, * 1944)
- Dieter Bromund (D, * 1938)
- Nele Brönner (D, * 1977)
- Alina Bronsky (D, * 1978)
- Heidemarie Brosche (D, * 1955)
- Christine Brückner (D, 1921–1996)
- Karl Bruckner (A, 1906–1982)
- Karin Bruder (D, * 1960)
- Marianne Bruns (D, 1897–1994)
- Simak Büchel (D, * 1977)
- Angelika Bucher-Waldis (CH, * 1940)
- Quint Buchholz (D, * 1957)
- Hendrik Buchna (D, * 1976)
- Barbara Büchner (A, * 1950)
- Sabine Büchner (D, * 1964)
- Nadia Budde (D, * 1967)
- Kriemhild Buhl (D, * 1951)
- Wilhelm Busch (D, 1832–1908)
- Florian Buschendorff (D, * 1967)
- Wolfgang Buschmann (D, * 1943)
- Tino Bussalb (D, * 1962)
- Georg Bydlinski (A, * 1956)

### C
- Alois Carigiet (CH, 1902–1985)
- Gertrud Caspari (D, 1873–1948)
- Tina Caspari (D, * 1939)
- Mustafa Cebe (D/TR, * 1965)
- Aygen-Sibel Çelik (D, * 1969)
- Federica de Cesco (CH, * 1938)
- Dagmar Chidolue (D, * 1944)
- Selina Chönz (CH, 1910–2000)
- David Chotjewitz (D, * 1964)
- Thomas Christos (D/GR, Pseudonym zweier Autoren)
- Janet Clark (D, * 1967)
- Rudi Czerwenka (D, 1927–2017)

### D
- Adelheid Dahimène (A, 1956–2010)
- Felix Dahn (D, 1834–1912)
- Antje Damm (D, * 1965)
- Hasso Damm (D, 1928–2020)
- Carl Dantz (D, 1884–1967)
- Rudolf H. Daumann (D, 1896–1957)
- Kurt David (D, 1924–1994)
- Gülten Dayıoğlu (D/TR, * 1935)
- Heinrich Maria Denneborg (D, 1909–1987)
- Lisa-Marie Dickreiter (D, * 1978)
- Ramona Diefenbach (D, * unbekannt)
- Martina Dierks (D, 1953–2012)
- Erhard Dietl (D, * 1953)
- Lutz van Dijk (D/NL, * 1955)
- Jörn-Peter Dirx (D, * 1947)
- Beate Dölling (D, * 1961)
- Hans Domenego = Helmut Leiter (A, 1926–1990)
- Nadia Doukali (D, * 1971)
- Daniela Drescher (D, * 1966)
- Peter Drescher (D, 1946–2021)
- Zoran Drvenkar (D, * 1967)
- Nina Dulleck (D, * 1975)
- Sibylle Durian (D, * 1946)
- Wolf Durian (D, 1892–1969)

### E
- Birgit Ebbert (D, * 1962)
- Martin Ebbertz (D, * 1962)
- August Gottlob Eberhard (D, 1769–1845)
- Marie von Ebner-Eschenbach (A, 1830–1916)
- Wolfgang Ecke (D, 1927–1983)
- Ernst Eckstein (D, 1845–1900)
- Werner J. Egli (CH, * 1943)
- Monika Ehrhardt (D, * 1947)
- Robert Eildermann (D, 1912–1984)
- Josef Einwanger (D, * 1935)
- Ilona Einwohlt (D, * 1968)
- Rosemarie Eitzert (D, * 1939)
- Ernst A. Ekker (A, 1937–1999)
- Michael Ende (D, 1929–1995)
- Brigitte Endres (D, * ?)
- Ingeborg Engelhardt (D, 1904–1990)
- Hans Magnus Enzensberger (D, 1929–2022)
- Kari Erlhoff (D, * 1979)
- Wolf Erlbruch (D, 1948–2022)
- Thomas Erne (D, * 1956)
- Neşet Erol (D/TR, * 1946)
- Andreas Eschbach (D, * 1959)
- Elisabeth Etz (A, * 1979)

### F
- Kurt Faber (D, 1883–1929)
- Willi Fährmann (D, 1929–2017)
- Gustav Falke (D, 1853–1916)
- Werner Färber (D, 1957–2021)
- Ulrich Fasshauer (D, * 1973)
- Christine Fehér (D, * 1965)
- Daniel Fehr (Schriftsteller) (CH, * 1980)
- Thomas Feibel (D, * 1962)
- Anatol Feid (D, 1942–2002)
- Friedrich Feld (A, 1902–1987)
- Tim-Thilo Fellmer (D, * 1967)
- Vera Ferra-Mikura (A, 1923–1997)
- Mario Fesler (D, * 1978)
- Karen-Susan Fessel (D, * 1964)
- Monika Feth (D, * 1951)
- Günther Feustel (D, 1924–2011)
- Ingeborg Feustel (D, 1926–1998)
- Yücel Feyzioğlu (D/TR, * 1946)
- Christamaria Fiedler (D, 1945)
- Petra Fietzek (D, * 1955)
- Andreas Findig (A, 1961–2018)
- Kaspar Fischer (CH, 1938–2000)
- Marie Louise Fischer (D, 1922–2005)
- Hubert Flattinger (A, * 1960)
- Sissi Flegel (D, 1944–2021)
- Walter Flegel (D, 1934–2011)
- Jan Flieger (D, * 1941)
- Fedor Flinzer (D, 1832–1911)
- Fortunato (D, * 1966)
- Alwin Freudenberg (D, 1873–1930)
- Jana Frey (D/CH, * 1969)
- Amelie Fried (D, * 1958)
- Joachim Friedrich (D, * 1953)
- Uwe Friesel (D, * 1939)
- Claudia Frieser (D, * 1967)
- Barbara Frischmuth (A, 1941–2025)
- Olaf Fritsche (D, * 1967)
- Anja Fröhlich (D, * 1964)
- Ulrich Frohriep (D, * 1943)
- Lilo Fromm (D, 1928–2023)
- Annemarie Fromme-Bechem (D, 1909–1992)
- Thomas Fuchs (D, * 1964)
- Ursula Fuchs (D, 1933–2020)
- Annegert Fuchshuber (D, 1940–1998)
- Franz Fühmann (D, 1922–1984)
- Susanne Fülscher (D, * 1961)
- Cornelia Funke (D, * 1958)

### G
- Mira Galle (D, * 1995)
- Burckhard Garbe  (D, 1941–2021)
- René Gardi (CH, 1909–2000)
- Lise Gast (D, 1908–1988)
- Rita von Gaudecker (D, 1879–1968)
- Anne Geelhaar (D, 1914–1998)
- Franziska Gehm (D, * 1974)
- Hans-Joachim Gelberg (D, 1930–2020)
- Stefan Gemmel (D, * 1970)
- Maja Gerber-Hess (CH, * 1946)
- Robert Gernhardt (D, 1937–2006)
- Friedrich Gerstäcker (D, 1816–1872)
- Kerstin Gier (D, * 1966)
- Corinna Gieseler (D, * 1962)
- Rudolf Gigler (A, * 1950)
- Franz Karl Ginzkey (A, 1871–1963)
- Mario Giordano (D, * 1963)
- Susanne Glanzner (D, * 1977)
- Angelika Glitz (D, * 1966)
- Will Gmehling (D, * 1957)
- Götz Gode (D, 1905–1969)
- Mario Göpfert (D, * 1957)
- Günter Görlich (D, 1928–2010)
- Adolf Görtz (D, * 1920)
- Bettina Göschl (D, * 1967)
- Christiane Gohl (D, * 1958)
- Bettina Grabis (D, * 1966)
- Brüder Grimm (Jacob [D, 1785–1863] und Wilhelm Grimm [D, 1786–1859])
- Heiner Gross (CH, 1923–1993)
- Max von der Grün (D, 1926–2005)
- Josef Carl Grund (D, 1920–1999)
- Friedrich Güll (D, 1812–1879)
- Emma Gündel (D, 1889–1968)
- Karin Gündisch (D, * 1948)
- Mirijam Günter (D, * 1972)
- Herbert Günther (D, * 1947)
- Ralf Günther (D, * 1967)
- Josef Guggenmos (D, 1922–2003)
- Thekla von Gumpert (D, 1810–1897)
- Uwe-Michael Gutzschhahn (D, * 1952)

### H
- Lina Haarbeck (D, 1871–1954)
- Robert Habeck (D, * 1969)
- Charlotte Habersack (D, * 1966)
- Peter Hacks (D, 1928–2003)
- Myriam Halberstam (1962)
- Adolf Haller (CH, 1897–1970)
- Margarete Haller (Pseudonym) (1893–1995)
- Agnes Hammer (D, * 1970)
- Veronika Handlgruber (A, 1920–2003)
- Wolfram Hänel (D, * 1956)
- Beate Teresa Hanika (D, * 1976)
- Claudia Hann (D, * unbekannt)
- Heinrich Hannover (D, 1925–2023)
- Gerhard Hardel (D, 1912–1984)
- Lilo Hardel (D, 1914–1999)
- Corinna Harder (D, * 1970)
- Elisabeth Hartenstein (D, 1900–1994)
- Peter Härtling (D, 1933–2017)
- Lukas Hartmann (CH, * 1944)
- Eveline Hasler (CH, * 1933)
- Oliver Hassencamp (D, 1921–1988)
- Heidi Hassenmüller (D, * 1941)
- Thomas Johannes Hauck (D, * 1958)
- Lydia Hauenschild (D, * 1957)
- Wilhelm Hauff (D, 1802–1827)
- Tatjana Hauptmann (D, * 1950)
- Marlen Haushofer (D, 1920–1970)
- Nikolaus Heidelbach (D, * 1955)
- Elke Heidenreich (D, * 1943)
- Werner Heiduczek (1926–2019)
- Christoph Hein (D, * 1944)
- Sybille Hein (D, * 1970)
- Helme Heine (D, * 1941)
- Sylvia Heinlein (D, * 1962)
- Finn-Ole Heinrich (D, * 1982)
- Gertrud Heizmann (CH, 1905–1992)
- Kurt Held (D, 1897–1959)
- Wolfgang Held (D, 1930–2014)
- Monika Helfer (A, * 1947)
- Eva Heller (D, 1948–2008)
- Clementine Helm (D, 1825–1896)
- Johanna Henkel-Waidhofer (A, * 1958)
- Günter Herburger (D, 1932–2018)
- Antje Herden (D, * 1971)
- Rudolf Herfurtner (D, * 1947)
- Ilse Herlinger (A/CZ, 1903–1944)
- Elke Hermannsdörfer (D, * 1947)
- Wolfgang Herrndorf (D, 1965–2013)
- Annette Herzog (D, * 1960)
- Henning Heske (D, * 1960)
- Frederik Hetmann (D, 1934–2006)
- Peter Hetzel (D, 1960–2014)
- Sigrid Heuck (D, 1932–2014)
- Isolde Heyne (CZ/D, 1931–2009)
- Jörg Hilbert (D, * 1965)
- Otto Hildebrandt (D, 1924–2015)
- Adolf Himmel (D, 1928–2013)
- Bonnie-Sue Hitchcock (USA, * 1965)
- Elsa Margot Hinzelmann (D, 1895–1969)
- Paulus Hochgatterer (A, * 1961)
- Albert Hochheimer (D, 1900–1976)
- Oskar Höcker (D, 1840–1894)
- Paul Oskar Höcker (D, 1865–1944)
- Werner Hörnemann (D, 1920–1997)
- Friedl Hofbauer (A, 1924–2014)
- E. T. A. Hoffmann (D, 1776–1822)
- Elvira Hoffmann (D, * 1941)
- Heinrich Hoffmann (D, 1809–1894)
- Stefanie Höfler (D, * 1978)
- Heike Hohlbein (D, * 1954)
- Rebecca Hohlbein (D, * 1977)
- Wolfgang Hohlbein (D, * 1953)
- Franz Hohler (CH, * 1943)
- Ernst Hold (D, 17??–18??)
- Ditha Holesch (A, 1901–1992)
- Dorothea Marie Hollatz (D, 1900–1987)
- Adolf Holst (D, 1867–1945)
- Christa Holtei (D, * 1953)
- Gerhard Holtz-Baumert (D, 1927–1996)
- Josef Holub (D, 1926–2010)
- Werner Holzwarth (D, * 1947)
- W. O. von Horn (D, 1798–1867)
- Helmut Hornung (D, * 1959)
- Dagmar Hoßfeld (D, * 1960)
- Marie Hübner (D, * 1969)
- Paul Hühnerfeld (D, 1926–1960)
- Silvia Hüsler (CH, * 1943)
- Hannes Hüttner (D, 1932–2014)
- Saskia Hula (A, * 1966)
- Nikola Huppertz (D, * 1976)
- Gardi Hutter (CH, * 1953)
- Kurt Hutterli (CH, * 1944)
- Max Huwyler (CH, 1931–2023)

### I
- Walter Illing (D, 1908–?)
- Zehra İpşiroğlu (D/TR, * 1948)
- Ralf Isau (D, * 1956)
- Ursula Isbel (D, * 1942)
- Rolf Italiaander (D, 1913–1991)

### J
- Marlene Jablonski (D, * 1978)
- Karin Jäckel (D, * 1948)
- Horst Jäger (D, 1928–2009)
- Ernst Jandl (A, 1925–2000)
- Heinz Janisch (A, * 1960)
- Jürgen Jankofsky (D, * 1953)
- Doris Jannausch (D, 1925–2017)
- Janosch (D, * 1931)
- Hanna Jansen (D, * 1946)
- Gerald Jatzek (A, * 1956)
- Thomas Jeier (D, * 1947)
- Walter Jertz (D, * 1945)
- Mathias Jeschke (D, * 1963)
- Tanja Jeschke (D, * 1964)
- Ludger Jochmann (Knister) (D, * 1952)
- Hanna Johansen (CH, 1939–2023)
- Annette John (D, * 1951)
- Kirsten John (D, 1966–2020)
- Anna Maria Jokl (A/ISR, 1911–2001)
- Andreas Jungwirth (A, * 1967)
- Anna Jürgen (D, 1899–1988/1989)

### K
- Dieter B. Kabus (D, 1941–1993)
- Hilde Kähler-Timm (D, * 1947)
- Reinhard Kaiser (D, 1950–2025)
- Rolf Kalmuczak (D, 1938–2007)
- Katja Kamm (D, 1969–2022)
- Gisela Karau (D, 1932–2010)
- Günter Karau (D, 1929–1986)
- Ulrich Karger (D, * 1957)
- Erich Kästner (D, 1899–1974)
- Petra Kasch (D, * 1964)
- Guido Kasmann (D, * 1959)
- Herbert Kaufmann (D, 1920–1976)
- Ulrike Kaup (D, * 1958)
- Ellis Kaut (D, 1920–2015)
- Nazmi Kavasoğlu (D/TR, * 1945)
- Ute Keil (D, * 1946)
- Rivka Keren (ISR, * 1946)
- Charlotte Kerner (D, * 1950)
- Hans Gustl Kernmayr (A, 1900–1977)
- Gudrun Keussen (D, 1920–2006)
- Linde von Keyserlingk (D, 1932–2020)
- Günter W. Kienitz (D, 20. Jh.)
- Tanja Kinkel (D, * 1969)
- Rainer Kirsch (D, 1934–2015)
- Simone Klages (D, * 1956)
- Margaret Klare (D, * 1932)
- Edith Klatt (D, 1895–1971)
- Ilse Kleberger (D, 1921–2012)
- Martin Klein (D, * 1962)
- Robert Klement (A, * 1949)
- Johanna Klemm (D, 1856–1924)
- Thomas Klischke (D, * 1975)
- Norbert Klugmann (D, * 1951)
- Peter Klusen (D, * 1951)
- Hans Werner Knobloch (D, * 1928)
- Hilda Knobloch (A, 1880–1960)
- Stephan Knösel (D, * 1970)
- Henny Koch (D, 1854–1925)
- Jan Koneffke (D, * 1960)
- Alfred Könner (D, 1921–2008)
- Rachel van Kooij (A, * 1968)
- Gerit Kopietz (D, * 1963)
- Klaus Kordon (D, * 1943)
- Carmen Korn (D, * 1952)
- Ilse Korn (D, 1907–1975)
- Vilmos Korn (D, 1899–1970)
- Irina Korschunow (D, 1925–2013)
- Ingrid Kötter (D, * 1934)
- Christa Kożik (D, * 1941)
- Ruth Kraft (D, 1920–2015)
- Herbert Kranz (D, 1891–1973)
- Tommy Krappweis (D, * 1972)
- Ute Krause (D, * 1960)
- Michail Krausnick (D, 1943–2019)
- Irma Krauß (D, 1949–2024)
- Susan Kreller (D, * 1977)
- Gabi Kreslehner (A, * 1965)
- Volker Kriegel (D, 1943–2003)
- Hans Gerd Krogmann (D, 1935–2018)
- Hardy Krüger (D, 1928–2022)
- Jonas Torsten Krüger (D, * 1967)
- James Krüss (D, 1926–1997)
- Max Kruse (D, 1921–2015)
- Claus Küchenmeister (D, 1930–2014)
- Wera Küchenmeister (D, 1929–2013)
- Katharina Kühl (D, * 1939)
- Claudia Kühn (D, * 1969)
- Dieter Kühn (D, 1935–2015)
- Krystyna Kuhn (D, * 1960)
- Rosemarie Künzler-Behncke (D, 1926–2021)
- Gabriele Kuhnke (D, * 1946)
- Horst Kummeth (D, * 1956)
- Gunnar Kunz (D, * 1961)
- Reiner Kunze (D, * 1933)
- Kemal Kurt (D/TR, 1947–2002)
- Helene Kynast (D, * 1942)

### L
- Ann Ladiges (D, 1935–2019)
- Michael Landgraf (D, * 1961)
- Kerstin Landwehr (D, * 1972)
- Othmar Franz Lang (A, 1921–2005)
- Alexa Hennig von Lange (D, * 1973)
- Kathrin Lange (D, * 1969)
- Annette Langen (D, * 1967)
- Bernhard Lassahn (D, * 1951)
- Sigrid Laube (A, 1953–2007)
- Ervin Lázár (H, 1936–2006)
- Judith Le Huray (D, * 1954)
- Doris Lecher (CH, * 1962)
- Auguste Lechner (A, 1905–2000)
- Lore Leher (D, 1926–2017)
- Marjaleena Lembcke (D, * 1945)
- Siegfried Lenz (D, 1926–2014)
- Hans-Georg Lenzen (D, 1921–2014)
- Jella Lepman (D, 1891–1970)
- Waldtraut Lewin (D, 1937–2017)
- Otto Hellmut Lienert (CH, 1897–1965)
- Tanya Lieske (D, * 1964)
- Erica Lillegg (A, 1907–1988)
- Werner Lindemann (D, 1926–1993)
- Christian Linker (D, * 1975)
- Mira Lobe (A, 1913–1995)
- Ruth Löbner (D, * 1976)
- François Loeb (CH, * 1940)
- Kay Löffler (D, * 1958)
- Boy Lornsen (D, 1922–1995)
- Dirk Lornsen (D, * 1957)
- Gert Loschütz (D, * 1946)
- Hans-Ulrich Lüdemann (D, 1943–2019)
- Sabine Ludwig (D, * 1954)
- Martin Luserke (D, 1880–1968)
- Kurt Lütgen (D, 1911–1992)
- Que Du Luu (D, * 1973)
- Hanns Maria Lux (D, 1900–1967)

### M
- Anne Maar (D, * 1965)
- Nele Maar (D, * 1938)
- Paul Maar (D, * 1937)
- Friedrich Wilhelm Mader (D, 1866–1945)
- Josef Mahlmeister (* 1959)
- Wolfgang Mahlow (D, * 1949)
- Manfred Mai (D, * 1949)
- Hans Joachim Malberg (D, 1896–1979)
- Erika Mann (D, 1905–1969)
- Hans Manz (CH, 1931–2016)
- Heinz Markstein (A, 1924–2008)
- André Marx (D, * 1973)
- Joachim Masannek (D, * 1960)
- Horst Matthies (D, * 1939)
- Wilhelm Matthießen (D, 1891–1965)
- Uta Mauersberger (D, * 1952)
- Christoph Mauz (A, * 1971)
- Karl May (D, 1842–1912)
- Lene Mayer-Skumanz (A, * 1939)
- Gudrun Mebs (D, * 1944)
- Angelika Mechtel (D, 1943–2000)
- Carlo Meier (CH, * 1961)
- Werner Meier (D, * 1952)
- Willi Meinck (D, 1914–1993)
- Wilhelm Meissel (A, 1922–2012)
- Stefan Menck (D, * 1962)
- Kurt Menke (D, 1921–1980)
- Gerhard Mensching (D, 1932–1992)
- Hermann Mensing (D, * 1949)
- Daniele Meocci (CH * 1964)
- Klaus Merz (CH, * 1945)
- Sebastian Meschenmoser (D, * 1980)
- Olga Meyer (CH, 1889–1972)
- Inge Meyer-Dietrich (D, * 1944)
- Antonia Michaelis (D, * 1979)
- Nikolai von Michalewsky (D, 1931–2000)
- Tilde Michels (D, 1920–2012)
- Reinhard Michl (D, * 1948)
- Käthe Miethe (D, 1893–1961)
- Bianka Minte-König (D, * 1947)
- Ali Mitgutsch (D, 1935–2022)
- Felix Mitterer (A, * 1948)
- Petra Mönter (D, * 1962)
- Walter Moers (D, * 1957)
- Thomas Mohnike (D, * 1974)
- Sky du Mont (D, * 1947)
- Christian Montillon (D, * 1974)
- Nele Moost (D, * 1952)
- Doris Morf (CH, 1927–2003)
- Christian Morgenstern (D, 1871–1914)
- Lina Morgenstern (D, 1830–1909)
- Erwin Moser (A, 1954–2017)
- Jörg Mühle (D, * 1973)
- Fritz Mühlenweg (D, 1898–1961)
- Doris Mühringer (A, 1920–2009)
- Elisabeth Müller (CH, 1885–1977)
- Elke Müller-Mees (D, 1942–2011)
- Anna Müller-Tannewitz (D, 1899–1988/1989)
- Mirjam Müntefering (D, * 1969)
- Luis Murschetz (* 1936)
- Martin Muser (D, * 1965)

### N
- Frauke Nahrgang (D, * 1951)
- Salah Naoura (D, * 1964)
- Clara Nast (D, 1866–1925)
- Thekla Naveau (D, 1822–1871)
- Annette Neubauer (D, * 1963)
- Horst Neubert (D, 1932–2015)
- Karl Neumann (D, 1916–1985)
- Ben Nevis (D, unbekannt)
- August Niemann (D, 1839–1919)
- Karl Gustav Nieritz (D, 1795–1876)
- Hans-Georg Noack (D, 1926–2005)
- Christine Nöstlinger (A, 1936–2018)

### O
- Klara Obermüller (CH, * 1940)
- Sheila Och (TCH, 1940–1999)
- Christian Oelemann (D, * 1958)
- Petra Oelker (D, * 1947)
- Eugen Oker (D, 1919–2006)
- Sibylle von Olfers (D, 1881–1916)
- Edith Oppenheim-Jonas (D, 1907–2001)
- Leonie Ossowski (D, 1925–2019)
- Susanne Oswald (D, * 1964)
- Inge Ott (D, 1922–2023)
- Iris Anna Otto (D, * 1953)

### P
- Herbert Paatz (D, 1898–1944)
- Friedrich J. Pajeken (D, 1855–1920)
- Harald Parigger (D, * 1953)
- Kurt Pastenaci (D, 1894–1961)
- Lorenz Pauli (CH, * 1967)
- Gudrun Pausewang (D, 1928–2020)
- Oliver Pautsch (D, * 1965)
- Henning Pawel (D, 1944–2022)
- Josef Pazelt (A, 1891–1956)
- Annette Pehnt (D, * 1967)
- Monika Pelz (D, * 1944)
- Jo Pestum (D, 1936–2020)
- Ruth Petitjean-Plattner (CH, * 1949)
- Nina Petrick (D, * 1965)
- Thilo Petry-Lassak (D, * 1970)
- Justus Pfaue (D, 1942–2014)
- Boris Pfeiffer (D, * 1964)
- Otti Pfeiffer (D, 1931–2001)
- Marcus Pfister (CH, * 1960)
- Carolin Philipps (D, * 1954)
- Juliane Pickel (D, * 1971)
- Ulrike Piechota (D, 1942–2024)
- Isabel Pin (D/F, * 1975)
- Nikolaus Piper (D, 1952–2024)
- Richard Plant (D/USA, 1910–1998)
- Benno Pludra (D, 1925–2014)
- Ilse Pohl (D, 1907–2010)
- Joël Pommerat (F, * 1963)
- Armin Pongs (D, * 1968)
- Grit Poppe (D, * 1964)
- Hans Jürgen Press (D, 1926–2002)
- Mirjam Pressler (D, 1940–2019)
- Gunter Preuß (D, 1940–2025)
- Otfried Preußler (D, 1923–2013)
- Alois Prinz (D, * 1958)
- Peter Probst (D, * 1957)
- Iva Procházková (D, * 1953)
- Gert Prokop (D, 1932–1994)
- Anne Provoost (B, * 1964)
- Janka Ptacek (D, * 1972)
- Willy Puchner (A, * 1952)
- Reiner Putzger (D, * 1940)

### Q
- William Quindt (D, 1898–1969)

### R
- Georg Christian Raff (D, 1748–1788)
- Werner Raith (D, 1940–2001)
- Tamara Ramsay (D, 1895–1985)
- Jens Rassmus (D, * 1967)
- Lutz Rathenow (D, * 1952)
- Micha Rau (D, * 1957)
- Nina Rauprich (D, * 1938)
- Arne Rautenberg (D, * 1967)
- Käthe Recheis (AT, 1928–2015)
- Friedrich Reck-Malleczewen (D, 1884–1945)
- Josef Reding (D, 1929–2020)
- Thilo Reffert (D, * 1970)
- Dietlof Reiche (D, * 1941)
- Marlene Reidel (D, 1923–2014)
- Katja Reider (D, * 1960)
- Frank Maria Reifenberg (D, * 1962)
- Andreas Reimann (D, * 1946)
- Gudrun Reinboth (D, * 1943)
- Herbert Reinecker (D, 1914–2007)
- Dirk Reinhardt (D, * 1963)
- Kirsten Reinhardt (D, * 1977)
- Gerlind Reinshagen (D, 1926–2019)
- Erhard Reis (D,1928–1991)
- Helmut Rellergerd (D, * 1945)
- Georg Rendl (A, 1903–1972)
- Ludwig Renn (D, 1889–1979)
- Andreas Renoldner (A, * 1957)
- Margret Rettich (D, 1926–2013)
- Theo Reubel-Ciani (D, 1921–2005)
- Elisabeth Naomi Reuter (D, 1946–2017)
- Gabriele Reuter (D, 1859–1941)
- Ruth Rewald (D, 1906–1942)
- Ursula Rhode-Jüchtern (D, 1922–2011)
- Emmy von Rhoden (D, 1829–1885)
- Götz R. Richter (D, 1923–2016)
- Hans Peter Richter (D, 1925–1993)
- Jutta Richter (D, * 1955)
- Joachim Ringelnatz (D, 1883–1934)
- Gabriele Rittig (A, * 1971)
- Fred Rodrian (D, 1926–1985)
- Marlene Röder (D, * 1983)
- Petra Röder (D, 1969–2018)
- Michael Roher (AT, * 1980)
- Thomas Röhner (D, * 1955)
- Tilman Röhrig (D, * 1945)
- Heinz Rölleke (D, 1936–2023)
- Barbara Rose (D, * 1965)
- Hilke Rosenboom (D, 1957–2008)
- Thomas Rosenlöcher (D, 1947–2022)
- Carlo Ross (D, 1928–2004)
- Hilde Roth (D, 1916–1970)
- Gregor Rottschalk (D, * 1945)
- Gina Ruck-Pauquèt (D, 1931–2018)
- Gerd Ruebenstrunk (D, * 1951)
- Anna Ruhe (D, * 1977)
- Regina Rusch (D, 1945–2017)

### S
- Said (D/IR, 1947–2021)
- Helmut Sakowski (D, 1924–2005)
- Felix Salten (A/H, 1869–1945)
- Adele Sansone (A, * 1953)
- Agnes Sapper (D, 1852–1929)
- Charlotte Sarcander (D, 1913–1968)
- Annik Saxegaard (N/D, 1905–1990)
- Clara Caroline Schachne (D, 1858–1942)
- Klaus Schädelin (CH, 1918–1987)
- Brigitte Schär (CH, * 1958)
- Rafik Schami (SYR/D, * 1946)
- Rena Schandl (A, * 1962)
- Frieda Schanz (D, 1859–1944)
- Lucy Scharenberg (D, * 1976)
- Heinrich Scharrelmann (D, 1871–1940)
- Wilhelm Scharrelmann (D, 1875–1950)
- Otto Schaufelberger (CH, 1901–1987)
- Franz Schauwecker (D, 1890–1964)
- Annika Scheffel (D, * 1983)
- Ursel Scheffler (D, * 1938)
- Andreas Schendel (D, * 1971)
- Eva Scherbarth (D, * 1929)
- Walter Scherf (D, 1920–2010)
- Hansjörg Schertenleib (CH, * 1957)
- Regine Schindler (CH, 1935–2013)
- Marie-Thérèse Schins (D/NL, * 1943)
- Hubert Schirneck (D, * 1962)
- Einar Schleef (D, 1944–2001)
- Erich Schleyer (D, 1940–2021)
- Martha Schlinkert (D, 1913–1979)
- Wilhelm Schlote (D, * 1946)
- Andreas Schlüter (D, * 1958)
- Manfred Schlüter (D, * 1953)
- Max Schmerler (D, 1873–1960)
- Christoph von Schmid (D, 1768–1854)
- Thomas Schmid (D, * 1960)
- Heidi Schmidt (D, 1972–2010)
- Inka-Gabriela Schmidt (D, * 1959)
- Adolf Schmitthenner (D, 1854–1907)
- Friedrich Schnack (D, 1888–1977)
- Peter Schnaubelt (A, * 1964)
- Antonie Schneider (D, * 1954)
- Harald Schneider (D, * 1962)
- Heinrich Schneider (D, 1905–1985)
- Karla Schneider (D, * 1938)
- Liane Schneider (D, * unbekannt)
- Wolfdietrich Schnurre (D, 1920–1989)
- Stefan Schoblocher (D, 1937–2020)
- Sigmar Schollak (D, 1930–2012)
- Sybil Gräfin Schönfeldt (D/A, 1927–2022)
- Renate Schoof (D, * 1950)
- Amalie Schoppe (D, 1791–1858)
- Peter Schössow (D, * 1953)
- Werner Schrader (D, 1928–2007)
- Georg Schreiber (A, 1922–2012)
- Edith Schreiber-Wicke (A, * 1943)
- Kathrin Schrocke (D, * 1975)
- Binette Schroeder (D, 1939–2022)
- Patricia Schröder (D, * 1960)
- Rainer Maria Schröder (D, * 1951)
- Jürg Schubiger (CH, 1936–2014)
- Bodo Schulenburg (D, 1934–2022)
- Hermann Schulz (D, * 1938)
- Christine Schulz-Reiss (D,  * 1956)
- Bernhardine Schulze-Smidt (D, 1846–1920)
- Jens Schumacher (D, * 1974)
- Tony Schumacher (D, 1848–1931)
- Manfred Schütz (D, * 1933)
- Lara Schützsack (D, * 1981)
- Günther Schwab (A, 1904–2006)
- Ottilie Schwahn (D, 1849–1918)
- Peter Schwaiger (A, * 1968)
- Regina Schwarz (D, * 1951)
- Malin Schwerdtfeger (D, * 1972)
- Frank Schwieger (D, * 1968)
- Peter Schwindt (* 1964)
- Margarete Seemann (A, 1893–1949)
- Maria Seidemann (D, 1944–2010)
- Ellen Sell (D, * 1938)
- Gönül Sen-Menzel (1949–2014)
- Hildegard Sennlaub (D, * 1934)
- Karl Rolf Seufert (D, 1923–1992)
- Seyyed Ali Shodjaie (Iran, * 1983)
- Josephine Siebe (D, 1870–1941)
- Marie Charlotte Siedentopf (D, 1879–1968)
- Nasrin Siege (* 1950)
- Anita Siegfried (CH, * 1948)
- Ingo Siegner (D, * 1965)
- Johannes Mario Simmel (A, 1924–2009)
- Albert Sixtus (D, 1892–1960)
- Franz Sales Sklenitzka (A, * 1947)
- Stefan Slupetzky (A, * 1962)
- Heinrich Smidt (D, 1798–1867)
- Jörg Sommer (D, * 1963)
- Angela Sommer-Bodenburg (A, 1948)
- Alois Theodor Sonnleitner (A, 1869–1939)
- Günter Spang (D, 1926–2011)
- Helmut Spanner (D, * 1951)
- Monika Sperr (D, 1941–1984)
- Alice Spies-Neufert (D, 1883–1991)
- Joseph Spillmann (CH, 1842–1905)
- Wolf Spillner (D, 1936–2021)
- Burkhard Spinnen (D, * 1956)
- Alexander Spoerl (D, 1917–1978)
- Jürgen Spohn (D, 1934–1992)
- Johanna Spyri (CH, 1827–1901)
- Gerhard Staguhn (D, * 1952)
- Isolde Stark (D, * 1945)
- Margret Steenfatt (D, 1935–2021)
- Heinz Steguweit (D, 1897–1964)
- Judith Steinbacher (D, * 1946)
- Kathrin Steinberger (A, * 1982)
- Jörg Steiner (CH, 1930–2013)
- Andreas Steinhöfel (D, * 1962)
- Anne Steinwart (D, * 1945)
- Antje von Stemm (D, * 1970)
- Tanya Stewner (D, * 1974)
- Susanne Stöcklin-Meier (CH, * 1940)
- Theodor Storm (D, 1817–1888)
- Hans Dieter Stöver (D, 1937–2020)
- Rüdiger Stoye (D, * 1938)
- Rudi Strahl (D, 1931–2001)
- Lothar Streblow (D, * 1929)
- Jakob Streit (CH, 1910–2009)
- Manfred Streubel (D, 1932–1992)
- Erwin Strittmatter (D, 1912–1994)
- Eva Strittmatter (D, 1930–2011)
- Mirjam Jasmin Strube (D, 1975)
- Ida Sury (CH, 1911–2004)
- Sobo Swobodnik (D, * 1966)
- Antje Szillat (D, * 1966)

### T
- Karl Tanera (D, 1849–1904)
- Oskar Jan Tauschinski (A, 1914–1993)
- Kamil Taylan (D/TR, * 1950)
- Folke Tegetthoff (A, * 1954)
- Alev Tekinay (D/TR, * 1951)
- Nazif Telek (D/TR, 1957–2007)
- Friedrich Tenkrat (A, 1939–2022)
- Yona Tepper (ISR, * 1941)
- Franjo Terhart (D, 1954–2020)
- Gregor Tessnow (D, 1969–2021)
- Lisa Tetzner (D, 1894–1963)
- Lilli Thal (D, * 1960)
- Dora Thaler (A, 1914–1970)
- Ralf Thenior (D, * 1945)
- Christiane Thiel (D, * 1968)
- Thomas Thiemeyer (D, * 1963)
- Wilhelm Thimme (D, 1879–1966)
- M. Z. Thomas (D, * 1915)
- Walter Thorwartl (A, * 1947)
- Marina Thudichum (D, 1906–1990)
- Harry Thürk (D, 1927–2005)
- Herbert Tichy (A, 1912–1987)
- Uwe Timm (D, * 1940)
- Wolf-Dieter von Tippelskirch (D, 1920–1991)
- Robert Tobler (CH, 1937–2019)
- Cordula Tollmien (D, * 1951)
- Harald Tondern (D, * 1941)
- Hans Traxler (D, * 1929)
- Franz Treller (D, 1839–1908)
- Johannes Trojan (D, 1837–1915)
- Magda Trott (D, 1880–1945)
- Anja Tuckermann (D, * 1961)
- Kurt Türke (D, 1920–1984)

### U
- Ingrid Uebe (D, 1932–2018)
- Gerhard Ullmann (D, * 1947)
- Uta Ullmann-Iseran (D, * 1947)
- Rolf Ulrici (D, 1922–1997)
- Anneliese Umlauf-Lamatsch (A, 1895–1962)
- Heinz Rudolf Unger (A, 1938–2018)
- Else Ury (D, 1877–1943)
- Adolf Uzarski (D, 1885–1970)

### V
- Hannelore Valencak (A, 1929–2004)
- Siegfried von Vegesack (D, 1988–1974)
- Karl Veken (D, 1904–1971)
- Andreas Venzke (D, * 1961)
- Heinz Vieweg (D, * 1920)
- Hermann Vinke (D, * 1940)
- Maja von Vogel (D, * 1973)
- Traugott Vogel (CH, 1894–1975)
- Hertha Vogel-Voll (D, 1898–1975)
- Astrid Vollenbruch (D, * 1964)
- Anne C. Voorhoeve (D, * 1963)

### W
- Uli Waas (D, * 1949)
- F. K. Waechter (D, 1937–2005)
- Philip Waechter (D, * 1968)
- Gerda Wagener (D, 1953–1998)
- Antje Wagner (D, * 1974)
- Bernd Wagner (D, * 1948)
- Dirk Walbrecker (D, * 1944)
- Vanessa Walder (D, * 1978)
- Fritz Wartenweiler (CH, 1889–1985)
- Alex Wedding (CH, 1905–1966)
- Friedrich Karl Waechter (D, 1937–1905)
- Alfred Weidenmann (D, 1916–2000)
- Manfred Weinert (D, 1934–2012)
- David Friedrich Weinland (D, 1829–1915)
- Renate Welsh (A, * 1937)
- Liselotte Welskopf-Henrich (D, 1901–1979)
- Albert Wendt (D, * 1948)
- Henriette Wich (D, * 1970)
- Wiechmann, Heike (D, * 1963)
- Gerlinde Wiencirz (D, * 1944)
- Henning Wiesner (D, * 1944)
- Michael Wildenhain (D, * 1958)
- Ottilie Wildermuth (D, 1817–1877)
- Martina Wildner (D, * 1968)
- Liesel Willems (D, * 1950)
- Thomas Winkler (D, * 1972)
- Henry Winterfeld (D/USA, 1901–1990)
- Tania Witte (D, unbekannt)
- Frantz Wittkamp (D, * 1943)
- Klaus-Peter Wolf (D, * 1954)
- Ursula Wölfel (D, 1922–2014)
- Jörg Wolfradt (D, * 1960)
- Sophie Wörishöffer (D, 1838–1890)
- Erich Wustmann (D, 1907–1994)

### Y
- Şerafettin Yıldız (A, * 1953)

### Z
- Carina Zacharias (D, * 1993)
- Franz Zauleck (D, * 1950)
- Sigrid Zeevaert (D, * 1960)
- Wolfgang Zeiske (D, 1920–1975)
- Eva Zeller (D, 1923–2022)
- Christa Zeuch (D, * 1941)
- Reinhold Ziegler (D, 1955–2017)
- Gerlis Zillgens (D, * unbekannt)
- Max Zimmering (D, 1909–1973)
- Hans-Günther Zimmermann (D, * 1951)
- Irene Zimmermann (D, * 1955)
- Katharina Zimmermann (CH, 1933–2022)
- Martin Zimmermann (D, * 1959)
- Valija Zinck (D, * 1976)
- Marianne Zink (D, 1926–2018)
- Arnulf Zitelmann (D, 1929–2023)
- Elisabeth Zöller (D, * 1945)
- Emil Zopfi (CH, * 1943)
- Roland Zoss (CH, * 1951)
- Hans Zulliger (CH, 1893–1965)

## Internationale Autorinnen und Autoren

### A
- Jacob Abbott (USA, 1803–1879)
- Peter Abrahams (USA, * 1947)
- Elizabeth Acevedo (USA, 20. Jhd.)
- Richard Adams (GB, 1920–2016)
- Äsop (GR, 600 v. Chr.)
- Wilhelm Agrell (S, * 1950)
- João Aguiar (P, 1943–2010)
- Naja Marie Aidt (DK, * 1963)
- Joan Aiken (GB, 1924–2004)
- Becky Albertalli (USA, * 1982)
- Jez Alborough (GB, * 1959)
- Louisa May Alcott (USA, 1832–1888)
- James Aldridge (AUS, 1918–2015)
- Vesna Aleksić (SRB, * 1958)
- Lloyd Alexander (USA, 1924–2007)
- Sherman Alexie (USA, * 1966)
- Elli Alexiou (GR, 1894–1988)
- Mabel Esther Allan (GB, 1915–1998)
- Isabel Allende (RCH, * 1942)
- David Almond (GB, * 1951)
- Joseph Alexander Altsheler (USA, 1862–1919)
- Rudolfo Anaya (USA, 1937–2020)
- Hans Christian Andersen (DK, 1805–1875)
- Matthew Tobin Anderson (USA, * 1968)
- Mikio Andō (J, 1930–1990)
- Julie Andrews (USA, * 1935)
- Maya Angelou (USA, 1928–2014)
- Martin Andersen Nexø (DK, 1869–1954)
- Matilde Rosa Araújo (P, 1921–2010)
- Philip Ardagh (GB, * 1961)
- Kerry Argent (AUS, * 1960)
- Alan Arkin (USA, 1934–2023)
- Marcella d’Arle (I, 1906–2002)
- Henri Arnoldus (NL, 1919–2002)
- Meshack Asare (GH, * 1945)
- Jay Asher (USA, * 1975)
- Ludvík Aškenazy (CZ, 1921–1986)
- Clara Asscher-Pinkhof (IL/NL, 1896–1984)
- Margaret Atwood (CDN, * 1939)
- Bernardo Atxaga (E, * 1951)
- Cécile Aubry (F, 1928–2010)
- Marie-Catherine d’Aulnoy (F, 1650–1705)
- Gillian Avery (GB, 1926–2016)
- Wilbert Vere Awdry (GB, 1911–1997)

### B
- Marijn Backer (NL, * 1956)
- Stefan Bachmann (USA, * 1993)
- Konstantin Badigin (RUS, 1910–1984)
- Lieve Baeten (B, 1954–2001)
- Vera Baker Williams (USA, 1927–2015)
- Gerbrand Bakker (NL, * 1962)
- Mahmut Baksi (TR/S, 1944–2000)
- Cherith Baldry (GB, * 1947)
- Lynne Reid Banks (GB, 1929–2024)
- Helen Bannerman (GB, 1862–1946)
- Anna Laetitia Barbauld (GB, 1743–1825)
- Elia Barceló (E, * 1957)
- Owen Barfield (GB, 1898–1997)
- Clive Barker (GB, * 1952)
- Dominic Barker (GB, * 1966)
- James Matthew Barrie (GB, 1860–1937)
- Thomas A. Barron (USA, * 1952)
- Donald Barthelme (USA, 1931–1989)
- Michael Gerard Bauer (AUS, * 1955)
- L. Frank Baum (USA, 1856–1919)
- Nina Bawden (GB, 1925–2012)
- Tom Becker (GB, * 1981)
- Gunnel Beckman (S, 1910–2003)
- Thea Beckman (NL, 1923–2004)
- Harriet Beecher-Stowe (USA, 1811–1896)
- Hans de Beer (NL, * 1957)
- Azouz Begag (F, * 1957)
- Səməd Behrəngi (IR, 1939–1968)
- Pál Békés (H, 1956–2010)
- John Bellairs (USA, 1938–1991)
- Ludwig Bemelmans (USA, 1898–1962)
- William Rose Benét (USA, 1886–1950)
- Tine Bergen (B, * 1981)
- Tamar Bergman (IL, 1939–2016)
- Gunilla Bergström (SE, 1942–2021)
- Paul Berna (F, 1908–1994)
- Arnaud Berquin (F, 1747–1791)
- Elisabeth Beskow (S, 1870–1928)
- Elsa Beskow (S, 1874–1953)
- Ambrose Bierce (USA, 1842–1914)
- Jeanne Birdsall (USA, * 1951)
- Holly Black (USA, * 1971)
- Terence Blacker (GB, * 1948)
- Malorie Blackman (GB, * 1962)
- Quentin Blake (GB, * 1932)
- Martine Blanc (F, * 1944)
- Francesca Lia Block (USA, * 1962)
- Jan Blokker (NL, 1927–2010)
- Judy Blume (USA, * 1938)
- Enid Blyton (GB, 1897–1968)
- Cecil Bødker (DK, 1927–2020)
- Lygia Bojunga Nunes (BR, * 1932)
- Robert Bolt (GB, 1924–1995)
- Michael Bond (GB, 1926–2017)
- Ruskin Bond (IND, * 1934)
- Anne-Laure Bondoux (F, * 1971)
- Henri Bosco (F, 1888–1976)
- Pierre Bottero (F, 1964–2009)
- Tim Bowler (GB, * 1953)
- Kay Boyle (USA, 1902–1992)
- Helen Dore Boylston (USA, 1895–1984)
- John Boyne (IRL, * 1971)
- Gillian Bradshaw (USA, * 1956)
- Christianna Brand (GB, 1907–1988)
- Marc Brandel (GB, 1919–1994)
- Herbie Brennan (IRL, 1940–2024)
- Anita Brenner (MEX/USA, 1905–1974)
- Theresa Breslin (GB, * unbekannt)
- Ivana Brlić-Mažuranić (HR, 1874–1938)
- Ben Brooks (GB, * 1992)
- Kevin Brooks (GB, * 1959)
- Marcia Brown (USA, 1918–2015)
- Anthony Browne (GB, * 1946)
- Alyssa Brugman (AUS, * 1974)
- Dick Bruna (NL, 1927–2017)
- Jean de Brunhoff (F, 1899–1937)
- Jan Brzechwa (PL, 1898–1966)
- Dionis Bubani (AL, 1926–2006)
- Jorge Bucay (RA, * 1949)
- Flavia Bujor (F, * 1988)
- Kenneth Bulmer (GB, 1921–2005)
- Kir Bulytschow (RUS, 1934–2003)
- Eve Bunting (USA, 1928–2023)
- Katharine Burdekin (GB, 1896 1963)
- Melvin Burgess (GB, * 1954)
- Frances Hodgson Burnett (GB, 1849–1924)
- John Burningham (GB, 1936–2019)
- Edgar Rice Burroughs (USA, 1875–1950)
- Nick Butterworth (GB, * 1946)
- Georgia Byng (GB, * 1965)

### C
- Meg Cabot (USA, * 1967)
- Erskine Caldwell (USA, 1903–1987)
- Italo Calvino (I, 1923–1985)
- Eric Carle (USA, 1929–2021)
- Daniella Carmi (IL, * 1956)
- Bo Carpelan (S, 1926–2011)
- Mary Jane Carr (USA, 1895–1988)
- Lewis Carroll (GB, 1832–1898)
- Paul Carson (GB/IRL, * 1949)
- Angela Carter (GB, 1940–1992)
- Peter Carter (GB, 1929–1999)
- Kate Cary (GB, * 1967)
- Michael Chabon (USA, * 1963)
- Aidan Chambers (GB, 1934–2025)
- Cheryl Chapman (USA, * 1948)
- Linda Chapman (GB, * 1969)
- Nan Chauncy (GB/AUS, 1900–1970)
- J. B. Cheaney (USA, * 1950)
- Andrée Chedid (F, 1920–2011)
- Lauren Child (GB, * 1967)
- John Christopher (GB, 1922–2012)
- Andrée Clair (F, 1916–1982)
- Pauline Clarke (GB, 1921–2013)
- Beverly Cleary (USA, 1916–2021)
- Catherine Clément (F, * 1939)
- Eleanor Coerr (USA, 1922–2010)
- Matt Cohen (CDN, 1942–1999)
- Babette Cole (GB, 1949–2017)
- Eoin Colfer (IRL, * 1965)
- James Lincoln Collier (USA, * 1928)
- Suzanne Collins (USA, * 1962)
- Carlo Collodi (I, 1826–1890)
- Padraic Colum (IRL, 1881–1972)
- John Connolly (IRL, * 1968)
- Susan Coolidge (USA, 1835–1905)
- Susan Cooper (GB, * 1935)
- Robert Cormier (USA, 1925–2000)
- Frank Cottrell Boyce (GB, * 1959)
- Cressida Cowell (GB, * 1966)
- Rie Cramer (NL, 1887–1977)
- Sharon Creech (USA, * 1945)
- Peggy Cripps-Appiah (GB, 1921–2006)
- Brana Crnčević (YU, 1933–2011)
- Gillian Cross (GB, * 1945)
- Kevin Crossley-Holland (GB, * 1941)
- Václav Čtvrtek (CZ, 1911–1976)
- Marianne Curley (AUS, * 1959)
- Jamie Lee Curtis (USA, * 1958)
- Philip Curtis (GB, 1920–2012)

### D
- Didier Daeninckx (F, * 1949)
- Roald Dahl (N/GB, 1919–1990)
- Anna Wassiljewna Dankowzewa (RUS, * 1961)
- Colin Dann (GB, * 1943)
- Andrew Davies (GB, * 1936)
- David Day (CDN, * 1947)
- Thomas Day (GB, 1748–1789)
- Kate De Goldi (NZL, * 1959)
- Jan De Leeuw (B, * 1968)
- Silvana De Mari (I, * 1953)
- Terry Deary (GB, * 1946)
- Daniel Defoe (GB, 1660–1731)
- Meindert DeJong (USA/NL, 1906–1991)
- Anita Desai (IND, * 1937)
- Agnès Desarthe (F, * 1966)
- Sarah Dessen (USA, * 1970)
- Narinder Dhami (GB, * 1958)
- Tony DiTerlizzi (USA, * 1969)
- Emily Diamand (GB, * 1971)
- Charles Dickens (GB, 1812–1870)
- Peter Dickinson (GB, 1927–2015)
- Miep Diekmann (NL, 1925–2017)
- Lieneke Dijkzeul (NL, * 1950)
- Fatou Diome (SN, * 1968)
- Irene Dische (D/USA, * 1952)
- Garry Disher (AUS, * 1949)
- Berlie Doherty (GB, * 1943)
- Julia Donaldson (GB, * 1948)
- Elfie Donnelly (GB, * 1950)
- Jennifer Donnelly (GB, * 1963)
- Siobhan Dowd (GB, 1960–2007)
- Jenny Downham (GB, * 1964)
- Arthur Conan Doyle (GB, 1859–1930)
- Roddy Doyle (IRL, * 1958)
- Tonke Dragt (NL, 1930–2024)
- Maurice Druon (F, 1918–2009)
- Diane Duane (USA, * 1952)
- Alexandre Dumas der Ältere (F, 1802–1870)
- Lois Duncan (USA, 1934–2016)
- Helen Dunmore (GB, 1952–2017)

### E
- Allan W. Eckert (USA, 1931–2011)
- Maria Edgeworth (GB, 1767–1849)
- Åke Edwardson (SE, * 1953)
- Thorbjørn Egner (NO, 1912–1990)
- Dominique Ehrhard (FR, * 1958)
- Cyprian Ekwensi (NGR, 1921–2007)
- Deborah Ellis (CDN, * 1960)
- Buchi Emecheta (NGR, 1944–2017)
- Mikael Engström (SE, * 1961)
- Per Olov Enquist (SE, 1934–2020)
- Louise Erdrich (USA, * 1954)
- Stig Ericson (SE, 1929–1986)
- Eva Eriksson (SE, * 1949)
- Anna-Karin Eurelius (SE, * 1942)
- Jon Ewo (NO, * 1957)

### F
- Ian Falconer (USA, 1959–2023)
- Norma Farber (USA, 1909–1984)
- Eleanor Farjeon (GB, 1881–1965)
- Walter Farley (USA, 1915–1989)
- Nancy Farmer (USA, * 1941)
- Penelope Farmer (GB, * 1939)
- François Fénelon (F, 1651–1715)
- Sarah Ferguson (GB, * 1959)
- Milan Ferko (SK, 1929–2010)
- César Fernández García (E, * 1967)
- Mel Ferrer (USA, 1937–2008)
- Rachel Field (USA, 1894–1942)
- Anne Fine (GB, * 1947)
- Daniela Fischerová (CZ, * 1948)
- Ian Fleming (GB, 1908–1964)
- James Flora (USA, 1914–1998)
- František Flos (CZ, 1864–1961)
- Jaroslav Foglar (CZ, 1907–1999)
- Esther Forbes (USA, 1891–1967)
- Cecil Scott Forester (GB, 1899–1966)
- Kate Forsyth (AUS, * 1966)
- Minken Fosheim (N, 1956–2018)
- Jon Fosse (N, * 1959)
- Mem Fox (AUS, * 1946)
- Paula Fox (USA, 1923–2017)
- Norma Fox Mazer (USA, 1931–2009)
- Jackie French (AUS, * 1953)
- Tor Fretheim (N, 1946–2018)
- Bernard Friot (F, * 1951)

### G
- Jostein Gaarder (N, * 1952)
- Wanda Gág (USA, 1893–1946)
- Arkadi Gaidar (RUS, 1904–1941)
- Neil Gaiman (GB, * 1960)
- Norman Gale (GB, 1862–1942)
- Laura Gallego García (E, * 1977)
- Paul Gallico (USA, 1897–1976)
- John Reynolds Gardiner (USA, 1944–2006)
- Graham Gardner (GB, * unbekannt)
- John Gardner (USA, 1933–1982)
- Sally Gardner (GB, * 1954)
- Leon Garfield (GB, 1921–1996)
- Alan Garner (GB, * 1934)
- Jean Craighead George (USA, 1919–2012)
- Peter van Gestel (NL, 1937–2019)
- Patricia Reilly Giff (USA, 1935–2021)
- David Gilman (GB, * unbekannt)
- Roni Givati (IL, 1940–2014)
- Kay Glasson Taylor (AUS, 1893–1998)
- Morris Gleitzman (AUS, * 1953)
- Debi Gliori (GB, * 1959)
- Rumer Godden (GB, 1907–1998)
- Kaarina Goldberg (FIN, * 1956)
- Samuel Griswold Goodrich (USA, 1793–1860)
- Edward Gorey (USA, 1925–2000)
- René Goscinny (F, 1926–1977)
- Elizabeth Goudge (GB, 1900–1984)
- Kenneth Grahame (GB, 1859–1932)
- Emily Gravett (GB, * 1972)
- Alain Grée (F, 1936–2025)
- John Green (USA, * 1977)
- William Grill (GB, * 1990)
- Sally Grindley (GB, * 1953)
- Maria Gripe (S, 1923–2007)
- John Grisham (USA, * 1955)
- Clare Grogan (GB, * 1962)
- David Grossman (IL, * 1954)
- Jiří Gruša (CZ, 1938–2011)
- René Guillot (F, 1900–1969)
- Jan Guillou (S, * 1944)

### H
- Mark Haddon (GB, * 1962)
- Klaus Hagerup (N, 1946–2018)
- Virginia Hamilton (USA, 1936–2002)
- Victoria Hanley (USA, * 20. Jh.)
- Frances Hardinge (GB, * 1973)
- Roger Hargreaves (GB, 1935–1988)
- Cynthia Harnett (GB, 1893–1981)
- Joel Chandler Harris (USA, 1848–1908)
- Lisi Harrison (CDN, * 1975)
- Sonya Hartnett (AUS, * 1968)
- Jarmila Hašková (CZ, 1887–1931)
- Selina Hastings (GB, * 1945)
- Tormod Haugen (N, 1945–2008)
- Torill Thorstad Hauger (N, 1943–2014)
- Stephen Hawking (GB, 1942–2018)
- Nathaniel Hawthorne (USA, 1804–1864)
- Veronica Hazelhoff (NL, 1947–2009)
- Lian Hearn (GB, * 1942)
- Martha Heesen (NL, * 1948)
- Guðrún Helgadóttir (IS, 1935–2022)
- Lennart Hellsing (S, 1919–2015)
- James Heneghan (CAN, 1930–2021)
- Wally Herbert (GB, 1934–2007)
- Iva Hercíková (CZ, 1935–2007)
- Nienke van Hichtum (NL, 1860–1939)
- Kadri Hinrikus (EST, * 1970)
- Susan E. Hinton (USA, * 1948)
- Russell Hoban (USA, 1925–2011)
- Eleanor Hodgman Porter (USA, 1868–1920)
- Tore Elias Hoel (N, * 1953)
- Alice Hoffman (USA, * 1952)
- Mary Hoffman (GB, * 1945)
- Stian Hole (N, * 1969)
- Åke Holmberg (S, 1907–1991)
- Bo R. Holmberg (S, * 1945)
- Victoria Holmes (GB, * unbekannt)
- Tom Hood (GB, 1835–1874)
- Anthony Horowitz (GB, * 1955)
- Elaine Horseman (GB, 1925–1999)
- Polly Horvath (USA, * 1957)
- Kari Hotakainen (FIN, * 1957)
- Robert E. Howard (USA, 1906–1936)
- Edith Howes (GB, 1872–1954)
- František Hrubín (CZ, 1910–1971)
- Shirley Hughes (GB, 1927–2022)
- Ted Hughes (GB, 1930–1998)
- Thomas Hughes (GB, 1822–1896)
- Erin Hunter (GB)
- Norman Hunter (GB, 1899–1995)
- Paul Hutchens (USA, 1902–1977)
- Pat Hutchins (GB, 1942–2017)
- Aldous Huxley (GB, 1894–1963)
- Antti Hyry (FIN, 1931–2016)

### I
- Eva Ibbotson (GB, 1925–2010)
- Eric Idle (USA, * 1943)
- Conn Iggulden (GB, * 1971)
- Yōko Imoto (J, * 1944)
- Laura Ingalls Wilder (USA, 1867–1957)
- Dimiter Inkiow (BG, 1932–2006)
- Edward Irving Wortis (USA, * 1937)

### J
- Brian Jacques (GB, 1939–2011)
- Janet Jagan (GUY, 1920–2009)
- Tove Jansson (FIN, 1914–2001)
- Bengt Janus (DK, 1921–1988)
- Randall Jarrell (USA, 1914–1965)
- Tahar Ben Jelloun (MA, * 1944)
- Ida Jessen (DK, * 1964)
- Chen Jianghong (FR, * 1963)
- Catherine Jinks (AUS, * 1963)
- Maureen Johnson (USA, * 1973)
- Diana Wynne Jones (GB, 1934–2011)
- Gwyneth Jones (GB, * 1952)
- Lloyd Jones (NZ, * 1955)
- Barry Jonsberg (AUS, * 1951)
- Runer Jonsson (SE, 1916–2006)
- Sherryl Jordan (NZ, 1949–2023)
- William Joyce (USA, * 1957)
- Norton Juster (USA, 1929–2021)

### K
- Eiko Kadono (J, * 1935)
- Marit Kaldhol (N, * 1955)
- Václav Kaplický (CZ, 1895–1982)
- Jan Karafiát (CZ, 1846–1929)
- Einar Kárason (IS, * 1955)
- Lew Kassil (RUS, 1905–1970)
- Marianne Kaurin (NO, * 1974)
- Weniamin Kawerin (RUS, 1902–1989)
- Fiona Kelly (GB, * 1959)
- Oswald Kendall (GB, 1880–1957)
- Richard Kennedy (USA, * 1932)
- Ally Kennen (GB, * 1975)
- Ludwik Jerzy Kern (PL, 1920–2010)
- Judith Kerr (GB, 1923–2019)
- P. B. Kerr (GB, 1956–2018)
- Adib Khorram (USA, * 1984)
- Thomas King (USA, * 1943)
- Dick King-Smith (GB, 1922–2011)
- Charles Kingsley (GB, 1819–1875)
- Marjorie Kinnan Rawlings (USA, 1896–1953)
- Jeff Kinney (USA, * 1971)
- Rudyard Kipling (GB, 1865–1936)
- David Klass (USA, * 1975)
- Gösta Knutsson (S, 1908–1973)
- Lionel Koechlin (F, * 1948)
- Aili Konttinen (FIN, 1906–1969)
- Conor Kostick (IRL, * 1964)
- Wladislaw Krapiwin (RUS, 1938–2020)
- Ruth Krauss (USA, 1901–1993)
- Raymundus Joannes de Kremer (B, 1887–1964)
- Guus Kuijer (NL, * 1942)
- Sjoerd Kuyper (NL, * 1952)

### L
- Madeleine L’Engle (USA, 1918–2007)
- Jean de La Fontaine (F, 1621–1695)
- Dick Laan (NL, 1894–1973)
- Josh Lacey (GB, * 1968)
- Josef Lada (CZ, 1887–1957)
- Viveca Lärn (S, * 1944)
- Selma Lagerlöf (S, 1858–1940)
- Tim LaHaye (USA, 1926–2016)
- Elizabeth Laird (GB, * 1943)
- Lenka Lanczová (CZ, * 1964)
- Selma G. Lanes (USA, 1929–2009)
- Andrew Lang (GB, 1844–1912)
- Jennifer Larcombe Rees (GB, * 1942)
- Kathryn Lasky (USA, * 1944)
- Ole Henrik Laub (DK, 1937–2019)
- Ervin Lázár (H, 1936–2006)
- Ursula K. Le Guin (USA, 1929–2018)
- Munro Leaf (USA, 1905–1976)
- Edward Lear (GB, 1812–1888)
- Octave Lebesgue (F, 1857–1933)
- Joke van Leeuwen (NL, * 1952)
- Květa Legátová (CZ, 1919–2012)
- Jeanne-Marie Leprince de Beaumont (F, 1711–1780)
- Peter Lerangis (USA, * 1955)
- David Levithan (USA, * 1972)
- Sonia Levitin (USA, * 1934)
- Myron Levoy (USA, 1930–2019)
- C. S. Lewis (GB, 1898–1963)
- Ted van Lieshout (NL, * 1955)
- Gunnel Linde (S, 1924–2014)
- Astrid Lindgren (S, 1907–2002)
- Barbro Lindgren (S, * 1937)
- Elvira Lindo (E, * 1962)
- Eva Lindström (S, * 1952)
- Joan Lingard (GB, 1932–2022)
- Eric Linklater (GB, 1899–1974)
- Leo Lionni (I, 1910–1999)
- Penelope Lively (GB, * 1933)
- Hugh Lofting (GB, 1886–1947)
- Rasmus Løland (N, 1861–1907)
- Henri Losch (LUX, 1931–2021)
- Lois Lowry (USA, * 1937)
- Ignácio de Loyola Brandão (BR, * 1936)
- Stein Erik Lunde (N, * 1953)
- Max Lundgren (S, 1937–2005)
- Sebastian Lybeck (FIN, 1929–2020)
- Hans Lyngby Jepsen (DK, 1920–2001)

### M
- Maretha Maartens (ZA, * 1945)
- David Macaulay (USA, * 1946)
- George MacBeth (GB, 1932–1992)
- Betty MacDonald (USA, 1907–1958)
- George MacDonald (GB, 1824–1905)
- Marianne MacDonald (CDN, 1934–2019)
- Deirdre Madden (IRL, * 1960)
- Madonna (USA, * 1958)
- Michelle Magorian (GB, * 1947)
- Paul McCartney (GB, * 1942)
- Jiří Mahen (CZ, 1882–1939)
- Margaret Mahy (NZ, 1936–2012)
- Marie Majerová (CZ, 1882–1967)
- Heljo Mänd (EST, 1926–2020)
- Henning Mankell (SE, 1948–2015)
- Bohumil Markalous (CZ, 1882–1952)
- Frederick Marryat (GB, 1792–1848)
- John Marsden (AUS, 1950–2024)
- Sulejman Mato (AL, * 1941)
- Dalene Matthee (ZA, 1938–2005)
- William Mayne (GB, 1928–2010)
- Annalena McAfee (GB, * 1952)
- Mary Margaret McBride (USA, 1899–1976)
- Patrick McCabe (IRL, * 1955)
- Alexander McCall Smith (GB, * 1948)
- Anthony McCarten (NZ, * 1961)
- Geraldine McCaughrean (GB, * 1951)
- Robert McCloskey (USA, 1914–2003)
- Karen McCombie (GB, * 1963)
- Roger McGough (GB, * 1937)
- Bob McGrath (USA, 1932–2022)
- David McKee (GB, 1935–2022)
- Patricia A. McKillip (USA, 1948–2022)
- Nezihe Meriç (TR, 1925–2009)
- Miklós Mészöly (H, 1921–2001)
- Stephenie Meyer (USA, * 1973)
- Valérie Michaut (F, * 1961)
- Janet Mikhaiili (IR, 1936–2006)
- Alan Alexander Milne (GB, 1882–1956)
- Else Holmelund Minarik (USA, 1920–2012)
- Adrian Mitchell (GB, 1932–2008)
- Tetsuo Miura (J, 1931–2010)
- Kenji Miyazawa (J, 1896–1933)
- Bart Moeyaert (B, * 1964)
- Lucy Maud Montgomery (CDN, 1874–1942)
- Susie Morgenstern (F, * 1945)
- Jaclyn Moriarty (AUS, * 1968)
- Michael Morpurgo (GB, * 1943)
- Favell Lee Mortimer (GB, 1802–1878)
- Jean-Claude Mourlevat (FR, * 1952)
- Robert Muchamore (GB, * 1972)
- Marie-Aude Murail (F, * 1954)
- Jill Murphy (GB, 1949–2021)
- Meja Mwangi (EAK, * 1948)

### N
- Magdalen Nabb (GB, 1947–2007)
- Beverley Naidoo (ZA, * 1943)
- Donna Jo Napoli (USA, * 1948)
- Emily Nasrallah (RL, 1931–2018)
- Blake Nelson (USA, * 1965)
- František Nepil (CZ, 1929–1995)
- Jo Nesbø (N, * 1960)
- Edith Nesbit (GB, 1858–1924)
- Aziz Nesin (TR, 1915–1995)
- Patrick Ness (USA, * 1971)
- John Newbery (USA, 1713–1767)
- Sally Nicholls (GB, * 1983)
- Stan Nicholls (GB, * 1949)
- Mikael Niemi (S, * 1959)
- Ellen Niit (EST, 1928–2016)
- Frida Nilsson (S, * 1979)
- Johanna Nilsson (S, * 1973)
- Per Nilsson (S, * 1954)
- Ulf Nilsson (S, 1948–2021)
- Moni Nilsson-Brännström (S, * 1955)
- Jenny Nimmo (GB, * 1944)
- Jairo Aníbal Niño (CO, 1941–2010)
- Garth Nix (AUS, * 1963)
- Han Nolan (USA, * 1956)
- Rebecca Noldus (NL, * 1964)
- Henrik Nordbrandt (DK, 1945–2023)
- Sven Nordqvist (S, * 1946)
- Sterling North (USA, 1906–1974)
- Mary Norton (GB, 1903–1992)
- Nikolai Nossow (RUS, 1908–1976)
- Karel Nový (CZ, 1890–1980)
- Lygia Bojunga Nunes (BR, * 1932)
- Gert Nygårdshaug (N, * 1946)
- Svein Nyhus (N, * 1962)

### O
- Dara Ó Briain (IRL, * 1972)
- Robert C. O’Brien (USA, 1918–1973)
- Scott O’Dell (USA, 1898–1989)
- Mary O’Hara (USA, 1885–1980)
- Diarmaid Ó Súilleabháin (IRL, 1932–1985)
- Joyce Carol Oates (USA, * 1938)
- Wladimir Obrutschew (RUS, 1863–1956)
- Włodzimierz Odojewski (PL, 1930–2016)
- Mirjam Oldenhave (NL, * 1960)
- Juri Olescha (RUS, 1899–1960)
- Lauren Oliver (USA, * 1982)
- Ninne Olsson (S, * 1945)
- Sören Olsson (S, * 1964)
- František Omelka (CZ, 1904–1960)
- Kenneth Oppel (CDN, * 1967)
- Dorit Orgad (IL, * 1936)
- Uri Orlev (IL, 1931–2022)
- Wendy Orr (AUS, * 1953)
- Mary Pope Osborne (USA, * 1949)

### P
- Jakob Pärn (EST, 1843–1916)
- Lisbeth Pahnke (S, * 1945)
- Maria Parr (N, * 1981)
- Anne Parrish (USA, 1888–1957)
- Timo Parvela (F, * 1964)
- Katherine Paterson (USA, * 1932)
- Jill Paton Walsh (GB, 1937–2020)
- Brian Patten (GB, * 1946)
- Gary Paulsen (USA, 1939–2021)
- Tom Paxton (USA, * 1937)
- Philippa Pearce (GB, 1920–2006)
- Bill Peet (USA, 1915–2002)
- Mal Peet (GB, 1947–2015)
- Els Pelgrom (NL, * 1934)
- Daniel Pennac (F, * 1944)
- Charles Perrault (F, 1628–1703)
- Frank E. Peretti (USA, * 1951)
- Julie Anne Peters (USA, 1952–2023)
- Hans Peterson (S, 1922–2022)
- Margaret Peterson Haddix (USA, * 1964)
- Eduard Petiška (CZ, 1924–1987)
- K. M. Peyton (GB, 1929–2023)
- Vreni Pfister (CH, 1911–2006)
- Rodman Philbrick (USA, * 1951)
- Tamora Pierce (USA, * 1954)
- Christopher Pike (USA, * 1955)
- Claudia Piñeiro (RA, * 1960)
- Daniel Pinkwater (USA, * 1941)
- Richard Plant (D/USA, 1910–1998)
- Sylvia Plath (USA, 1932–1963)
- Kin Platt (USA, 1911–2003)
- Anne Plichota (F, * 1968)
- Alexej Pludek (CZ, 1923–2002)
- Ruth Plumly Thompson (USA, 1891–1976)
- Peter Pohl (S, * 1940)
- Claude Ponti (F, * 1948)
- Kjartan Poskitt (GB, * 1956)
- Terry Pratchett (GB, 1948–2015)
- Jacques Prévert (F, 1900–1977)
- Anatoli Pristawkin (RUS, 1931–2008)
- Anne Provoost (B, * 1964)
- Philip Pullman (GB, * 1946)
- Alexander Puschkin (RUS, 1799–1837)
- Howard Pyle (USA, 1853–1911)
- Katharine Pyle (USA, 1863–1938)

### R
- Christo Radewski (BG, 1903–1996)
- Holly-Jane Rahlens (USA, * 1950)
- Bali Rai (GB, * 1971)
- Arthur Ransome (GB, 1884–1967)
- Do van Ranst (B, * 1974)
- Walentin Rasputin (RUS, 1937–2015)
- Peggy Rathmann (USA, * 1953)
- Eno Raud (EST, 1928–1996)
- Sukumar Ray (IND, 1887–1923)
- Upendrakishore Raychaudhuri (IND, 1863–1915)
- Celia Rees (GB, * 1949)
- Philip Reeve (GB, * 1966)
- Christopher Reid (GB, * 1949)
- Louise Rennison (GB, 1951–2016)
- Bjarne Reuter (DK, * 1950)
- Jason Reynolds (USA, * 1983)
- Morton Rhue (USA, * 1950)
- Henry Rider Haggard (GB, 1856–1925)
- Bohumil Říha (CZ, 1907–1987)
- Barbra Ring (N, 1870–1955)
- Ester Ringnér-Lundgren (S, 1907–1993)
- Barbara Robinson (USA, 1927–2013)
- Gianni Rodari (I, 1920–1980)
- Mary Rodgers (USA, 1931–2014)
- Carlos Rodrigues Gesualdi (RA, * 1963)
- Malcolm Rose (GB, * 1953)
- Michael Rosen (GB, * 1946)
- Harald Rosenløw Eeg (N, * 1970)
- Meg Rosoff (USA, * 1956)
- Tony Ross (GB, * 1938)
- Rainbow Rowell (USA, * 1973)
- Joanne K. Rowling (GB, * 1965)
- Gillian Rubinstein (GB, * 1942)
- Milan Rúfus (SK, 1928–2009)
- An Rutgers (NL, 1910–1990)
- Anatoli Rybakow (RUS, 1911–1998)

### S
- Louis Sachar (USA, * 1954)
- Benjamin Alire Sáenz (USA, * 1954)
- Angie Sage (GB, * 1952)
- Antoine de Saint-Exupéry (F, 1900–1944)
- Emilio Salgari (I, 1862–1911)
- Carl Sandburg (USA, 1878–1967)
- Július Satinský (SK, 1941–2002)
- Kate Saunders (GB, 1960–2023)
- John Saxby (GB, * 1925)
- Richard Scarry (USA, 1919–1994)
- Annie M. G. Schmidt (NL, 1911–1995)
- Katherine Scholes (AUS, * 1959)
- Kathrin Schrocke (D, * 1975)
- Michael Scott (IRL, * 1959)
- Walter Scott (GB, 1771–1832)
- Sue Scullard (GB, * 1958)
- Marcus Sedgwick (GB, 1968–2022)
- Lore Segal (USA, 1928–2024)
- Sophie de Ségur (F, 1799–1874)
- Gunhild Sehlin (S, 1911–1996)
- Tor Seidler (USA, * 1952)
- Oskar Seidlin (USA, 1911–1984)
- Brian Selznick (USA, * 1966)
- Nava Semel (IL, 1954–2017)
- Jack Sendak (USA, 1923–1995)
- Maurice Sendak (USA, 1928–2012)
- Philip Sendak (USA, 1894–1970)
- Luis Sepúlveda (RCH, 1949–2020)
- Theodor Seuss Geisel (USA, 1904–1991)
- Anna Sewell (GB, 1820–1878)
- Darren Shan (GB/IR, * 1972)
- Marjorie W. Sharmat (USA, 1928–2019)
- Margery Sharp (GB, 1905–1991)
- Paul Shipton (GB/USA, * 1963)
- Shel Silverstein (USA, 1930–1999)
- Isaac Bashevis Singer (PL/USA, 1902–1991)
- William Sleator (USA, 1945–2011)
- Dodie Smith (GB, 1896–1990)
- Lemony Snicket (USA, * 1970)
- Grégoire Solotareff (F, * 1953)
- Ronny Someck (IL, * 1951)
- Aimée Sommerfelt (N, 1892–1975)
- Steinar Sørlle (N, 1942–2022)
- Bjørn Sortland (N, * 1968)
- Ivan Southall (AUS, 1921–2008)
- Jerry Spinelli (USA, * 1941)
- Patricia St. John (GB, 1919–1993)
- Pernilla Stalfelt (S, * 1962)
- Andy Stanton (GB, * 1973)
- Ulf Stark (S, 1944–2017)
- William Steig (USA, 1907–2003)
- Marita de Sterck (B, * 1955)
- Paul Stewart (GB, * 1955)
- Robert Louis Stevenson (GB, 1850–1894)
- R. L. Stine (USA, * 1943)
- Frank R. Stockton (USA, 1834–1902)
- Hilda van Stockum (NL, 1908–2006)
- Eduard Štorch (CZ, 1878–1956)
- Catherine Storr (GB, 1913–2001)
- Edward Stratemeyer (USA, 1862–1930)
- Noel Streatfeild (GB, 1895–1986)
- Margareta Strömstedt (SE, 1931–2023)
- Jonathan Stroud (GB, * 1970)
- Sergei Suchinow (RUS, 1950–2024)
- Alain Surget (F, * 1948)
- Rosemary Sutcliff (GB, 1920–1992)
- Wladimir Sutejew (RUS, 1903–1993)
- Alexander Sutherland Neill (GB, 1883–1973)
- Tui Sutherland (* 1978)
- Miekichi Suzuki (J, 1882–1936)
- Jón Sveinsson (ISL, 1857–1944)
- Sven Christer Swahn (S, 1933–2005)
- Matthew Sweeney (IRL, 1952–2018)
- Robert Swindells (GB, * 1939)

### T
- Susanna Tamaro (I, * 1957)
- Jillian Tamaki (CAN, * 1980)
- Amy Tan (USA, * 1952)
- Shaun Tan (AUS, * 1974)
- Janet Tashjian (USA, * 1956)
- Julie Tatham (USA, 1908–1999)
- Andrew Taylor (GB, * 1951)
- Toon Tellegen (NL, * 1941)
- Janne Teller (DK, * 1964)
- Jan Terlouw (NL, 1931–2025)
- Colin Thiele (AUS, 1920–2006)
- Aiden Thomas (USA, * 19**?)
- Angie Thomas (USA, * 1988)
- Rob Thomas (USA, * 1965)
- Kate Thompson (GB, * 1956)
- Kay Thompson (USA, 1908–1998)
- Annika Thor (S, * 1950)
- Kerstin Thorvall (S, 1925–2010)
- Anna-Clara Tidholm (S, * 1946)
- Eve Titus (USA, 1922–2002)
- Sandi Toksvig (S, * 1958)
- J. R. R. Tolkien (GB, 1892–1973)
- Alexei Tolstoi (RUS, 1882–1945)
- Michel Tournier (F, 1924–2016)
- Sue Townsend (GB, 1946–2014)
- P. L. Travers (AUS, 1899–1996)
- Geoffrey Trease (GB, 1909–1998)
- Elleston Trevor (GB, 1920–1995)
- Sarah Trimmer (GB, 1741–1810)
- Jagoda Truhelka (HR, 1864–1957)
- Tasha Tudor (USA, 1915–2008)
- Julian Tuwim (PL, 1894–1953)
- Mark Twain (USA, 1835–1910)

### U
- Tomi Ungerer (F, 1931–2019)
- Edith Unnerstad (S, 1900–1982)
- John Updike (USA, 1932–2009)
- Eduard Uspenski (RUS, 1937–2018)

### V
- Chris Van Allsburg (USA, * 1949)
- Jean Van Leeuwen (USA, 1937–2025)
- Albert Van Nerum (B, 1921–2002)
- Max Velthuijs (NL, 1923–2005)
- Edward van de Vendel (NL, * 1964)
- John Vermeulen (B, 1941–2009)
- Jules Verne (F, 1828–1905)
- Dolf Verroen (NL, * 1928)
- Anne-Catharina Vestly (N, 1920–2008)
- Gabrielle-Suzanne de Villeneuve (F, 1695–1755)
- Cynthia Voigt (USA, * 1942)

### W
- Abdourahman Waberi (DJI, * 1965)
- Martin Waddell (GB, * 1941)
- Mats Wahl (SE, * 1945)
- David Walliams (GB, * 1971)
- Hugh Walpole (GB, 1884–1941)
- Emma Walton (GB, * 1962)
- Lynd Ward (USA, 1905–1985)
- Anna Lisa Wärnlöf (SE, 1911–1987)
- Denys Watkins-Pitchford (GB, 1905–1990)
- Sylvia Waugh (GB, * 1935)
- Ilse Weber (CZ, 1903–1944)
- Sarah Weeks (USA, * 1955)
- H. G. Wells (GB, 1866–1946)
- Sven Wernström (SE, 1925–2018)
- Barbara Wersba (USA, 1932–2018)
- Robert Westall (GB, 1929–1993)
- Janwillem van de Wetering (NL, 1931–2008)
- Alex Wheatle (GB, 1963–2025)
- Elwyn Brooks White (USA, 1899–1985)
- Ruth White (USA, 1942–2017)
- T. H. White (GB, 1906–1964)
- Siv Widerberg (SE, 1931–2020)
- Jujja Wieslander (SE, * 1944)
- David Wiesner (USA, * 1956)
- Kate Douglas Wiggin (USA, 1856–1923)
- Margaret Wild (AUS, * 1948)
- Oscar Wilde (IRL, 1854–1900)
- Kim Wilkins (AUS, * 1970)
- Carole Wilkinson (AUS, * 1950)
- Tad Williams (USA, * 1957)
- Budge Wilson (CDN, 1927–2021)
- Jacqueline Wilson (GB, * 1945)
- Valerie Wilson Wesley (USA, * 1947)
- Alan Winnington (GB, 1910–1983)
- Tim Winton (AUS, * 1960)
- Owen Wister (USA, 1860–1938)
- Cendrine Wolf (F, * 1969)
- Virginia Euwer Wolff (USA, * 1937)
- Alexander Wolkow (RUS, 1891–1977)
- Helen Smith Woodruff (USA, 1888–1924)
- Patricia Wrightson (AUS, 1921–2010)

### Y
- Charlotte Mary Yonge (GB, 1823–1901)
- Arthur Yorinks (USA, * 1953)
- Carol Beach York (USA, 1928–2013)
- Ella Young (IRL, 1867–1956)
- Louisa Young (GB, * 1960)

### Z
- Jan de Zanger (NL, 1932–1991)
- Ahmet Zappa (USA, * 1974)
- Nurit Zarchi (IL, * 1941)
- Valérie Zenatti (F, * 1970)
- Vytautė Žilinskaitė (LT, 1930–2024)
- Paul Zindel (USA, 1936–2003)
- Werner Zotz (BR, * 1947)
- Wojciech Żukrowski (PL, 1916–2000)
- Markus Zusak (AUS, * 1975)
- Floortje Zwigtman (NL, * 1974)